# フライデーナイトファンキン
『フライデーナイトファンキン』（Friday Night Funkin'）は、Newgroundsの4人のユーザーのチーム(ninjamuffin99・PhantomArcade・evilsk8r・Kawai Sprite)によって開発されたオープンソースのドネーションウェアリズムゲーム。略称は「FNF」または「FNF'」。
また、オープンソースという性質上、Modコミュニティが非常に盛んであることも本作の特徴である。Mod配信プラットフォームGameBananaでは1200件以上の作品が投稿されており、中には160万回以上ダウンロードされている作品も存在する。
『Dance Dance Revolution』や『パラッパラッパー』に似たプレイスタイルを持ち、2000年代初頭から半ばにかけて人気を博した
Flashゲームに近い雰囲気をしている。

## 概要

Boyfriend(本作の主人公)。

主人公の少年「Boyfriend」がヒロインの「Girlfriend」と共に数々の敵キャラクターとラップバトルを繰り広げるリズムゲームで、画面下から次々と流れてくる上下左右の矢印型ノーツをWASDキーかDFJKキーまたは矢印キーを使ってタイミングよく入力する方式になっている。
曲は、初めに敵キャラクターがワンフレーズを歌った後、プレイヤーがそのフレーズと同じキー入力をミラーする形で進行していく。
キー入力を成功させるたびに自分側の緑のゲージが敵キャラクターの赤いゲージを押していき、ミスすると逆に押し返されていく。
敵キャラクターにゲージを完全に押し返されないまま曲を終了するとクリアとなるが、自分のゲージが完全に押し切られてしまうと強制的に曲が終了となりゲームオーバーとなる。
ゲームモードは、同じキャラクター（一部例外あり）と3曲続けて音楽バトルをする「Story Mode」と、好きな曲を選んで遊べる「Freeplay」がある。どちらのモードも、Easy、Normal、Hardの3つから難易度を選択できる。Story ModeはWeek1からWeek7まであり、各Weekごとに登場する敵キャラクターが異なる。
2021年4月、Kickstarterで完全版開発のためのクラウドファンディングが実施され、目標額の60,000ドルを大きく上回る2,000,000ドル以上の資金を獲得した。

## 登場キャラクター

### メインキャラクター
Boyfriend (ボーイフレンド)
本作の主人公。19歳で、大学中退のラッパー。青緑色の髪で、赤い禁止標識がデザインされた白いTシャツに青いズボン、赤いスニーカーを履いており、青色のつばがついた赤いキャップをかぶっている。
向こう見ずで、自信過剰な性格。雷が苦手で、Week2では雷が鳴るたびに顔をしかめる。
恋人であるGirlfriendと結ばれるために、彼女の父親であるDaddy Dearestをはじめとした様々な敵キャラクターとラップバトルを繰り広げる。
ゲームオーバーになると、全身が骨になり、「RETRY」の形をした脳が出て、マイクを落とす。Week5では赤いジャケットを着ている。
また、Week7の3曲目ではGirlfriendを抱えたまま歌う。
Girlfriend (ガールフレンド)
Boyfriendの恋人。19歳。赤茶色のロングヘアで、赤いドレスのようなハイレグと赤いハイヒールを着用している。
Week5では赤い手袋と白いニーハイソックスを着用している。
いつも後ろにあるスピーカーの上に足を組んで座っていて、Boyfriendがミスすると泣き顔を見せる（Week6は例外）。
Boyfriendと同じく雷が苦手で、Week2では雷が鳴るたびに怖がる素振りを見せる。
一見普通の人間だが、Week7の3曲目でゲームオーバーになった時に、両親と同じく悪魔であることが分かる。
曲名は「Tutorial」。

### 敵キャラクター

#### Girlfriendの両親
Daddy Dearest (ダディー・ディアレスト)
Week1、Week5(1、2曲目)で登場。
Girlfriendの父親で、元ロックスター。
悪魔のような見た目で、薄紫色の肌、瞳孔が赤く光っている黒い目に紫色の髪をしていて、黒いスーツを着ている。
Boyfriendが自分の娘と付き合うのに相応しいかを確かめるためにラップバトルで勝負する。Week5の1、2曲目では衣装が変更されているほか、右手に銃を持っており、妻のMommy Mearestと一緒に歌う。
曲名は「Boppebo」「Fresh」「Dad Battle」、Week5でのMommy Mearestとのデュエットで「Cocoa」「Eggnog」。
Mommy Mearest (マミー・ミアレスト)
Week4、Week5(1、2曲目)で登場。
Girlfriendの母親。
Daddy Dearestのような薄紫色の肌に瞳孔が赤く光っている黒い目をしており、毛先の尖った赤茶色の髪が特徴的。
ロングブーツにガーターベルトを着用し赤いパンツドレスの上に黒いジャケットを着ている。Week4では走るリムジンの上でBoyfriendとラップバトルで対決する。
Week5の1、2曲目ではサンタクロースの衣装を身に付けており夫のDaddy Dearestと一緒に歌う。
曲は「Satin Panties」「High」「M.I.L.F」、Week5でのDaddy Dearestとのデュエットで「Cocoa」「Eggnog」などがある。

#### ゲストキャラクターズ
Skid and Pump (スキッドとパンプ)
Week2(1、2曲目)で登場。Sr Pelo制作の動画シリーズ「Spooky Month」からのゲストキャラ。ハロウィンの仮装をした小さな人間の子供で、ガイコツのマスクをかぶった「Skid」とカボチャのマスクをかぶった「Pump」のコンビ。
年齢は8歳ぐらい。Pumpの頭にSkidを乗せるようにして、2人で1つのマイクを使って歌う。歌っていないときは「スプーキーダンス」というダンスを踊る。このダンスは原作のSpooky Monthに由来している。
曲名は「Spookeez」「South」。
Pico (ピコ)
Week3で登場。Newgroundsの元祖看板キャラクターで、「Pico's school」の主人公でもある。本作では20歳。
オレンジ色の髪で緑色の服を着ており、左手に銃を持っている。
Pico's schoolでの事件の影響で統合失調症を患っており、常に銃を持っていないと落ち着いていられない。
Daddy Dearestからラップバトルで自分を負かしたBoyfriendを倒すよう指示されるが、実はPicoとBoyfriendは旧知の仲（元恋人）であり、彼はBoyfriendを助ける代わりにラップバトルを挑む。
Week7の3曲目では戦車兵に撃たれそうになったGirlfriendを助け、曲の最中に向かってくる戦車兵を銃で撃ち、Boyfriend達を援護している。
曲名は「Pico」「Philly Nice」「Blammed」。
Tankman (タンクマン)
Week7で登場。JohnnyUtah制作のアニメ作品「Tankmen」からのゲストキャラで、Newgroundsのロゴマークの戦車に乗っているキャラでもある。
年齢は20代後半から30代前半ぐらい。
肌、ゴーグル、ベストが白で、それ以外は黒というモノクロの配色をしている。
カットシーンでは英語でしゃべる（声を担当しているのはTankmenの製作者JohnnyUtah本人）。Boyfriendを殺さなければならないと言い放つも、「今日は暇すぎる」という理由からラップバトルを挑む。3曲目では「戦争では人が死ぬんだ」と言い放ち、仲間にGirlfriendを撃つよう指示したが、Picoによって阻止された。
曲名は「Ugh」「Guns」「Stress」。

#### その他のキャラクター
Monster (モンスター)
Week2，Week5(共に3曲目)で登場。
「Lemon Demon（レモンの悪魔）」とも呼ばれる。
頭はレモンのような見た目で、体は真っ黒になっている。
本作品中唯一の英語で歌うキャラ。しかし歌の内容はモンスターらしく狂気的に感じる。Week5の3曲目ではサンタクロースの帽子を被った衣装。
曲名はWeek2では「Monster」、Week5では「Winter Horrorland」。
Senpai/Spirit (センパイ/スピリット)
Week6で登場。Girlfriendが遊んでいた架空の恋愛ゲーム「Hating Simulator」の登場人物の一人である。
このWeekのみ、32ビット風の画風で描かれている(このWeekではBoyfriendやGirlfriendも32ビット風になる)。
Senpai
Week6（1、2曲目）で登場。18歳で、高校3年生の男子高生。
名前の由来は「先輩」。茶色がかかった金髪で、青いシャツにネクタイを締めており、灰色のジーンズをはいている。
1曲目の後、Senpaiの顔色が変わってBoyfriendを睨みつけるようになり、ネクタイも曲がりマイクも強く握るようになる。
2曲目の後、Senpaiは死亡してしまうが、Senpaiの体の中から「Spirit」という霊魂が現れる。理由は不明だが、彼はDaddy Darestによってゲームの中に閉じ込められており、Boyfriendの体を乗っ取ってゲームの中から脱出し、Daddy Dearestに復讐しようとしている。
曲名は「Senpai」「Roses」。
Spirit
Week6（3曲目）で登場。Senpaiの体の中から現れた霊魂で、赤いオーラに包まれたグロテスクな浮遊する赤い顔面の姿をしている。
ちなみにSpiritはSenpaiを操っていた訳ではなく、Senpaiの言動は全てプログラムされたものであるという。
曲名は「Thorns」。